# Coccopilatus
Coccopilatus is een geslacht van vliesvleugeligen uit de familie Encyrtidae. De wetenschappelijke naam van dit geslacht is voor het eerst geldig gepubliceerd in 1963 door Annecke.

## Soorten
Het geslacht Coccopilatus omvat de volgende soorten:
- Coccopilatus babaevi Myartseva & Sugonjaev, 1974
- Coccopilatus judithae Annecke, 1963
- Coccopilatus speciosus Hoffer, 1976
- Coccopilatus zygophylli Myartseva & Sugonjaev, 1975